# زبان هوزی
در دوران باستان (قبل از ورود اسلام به ایران)، زبان مردم بومی در استانی که امروزه با نام «خوزستان» می شناسیم، «زبان هوزی» بوده است، که به مرور و طی تلفظها و ترجمه های متفاوت، با نام زبان خوزی شهرت یافته است.
هوزی‌ها قبیله‌ای جنگجو در استان سوزیانا (خوزستان امروزی)، و احتمال دارد که از بازماندگان ایلامی‌ها بوده‌ باشند. زبان هوزی‌ها تا دورهٔ ساسانیان و تا قرن‌ها بعد از حمله و سلطهٔ مسلمان‌ها به ایران، زبانِ رایج در خوزستان بوده است. نام استان خوزستان (هوزیستان) و شهرهایی مانند اهواز و هویزه، یادآور حضور تاریخی این قوم و زبانشان در منطقه است.

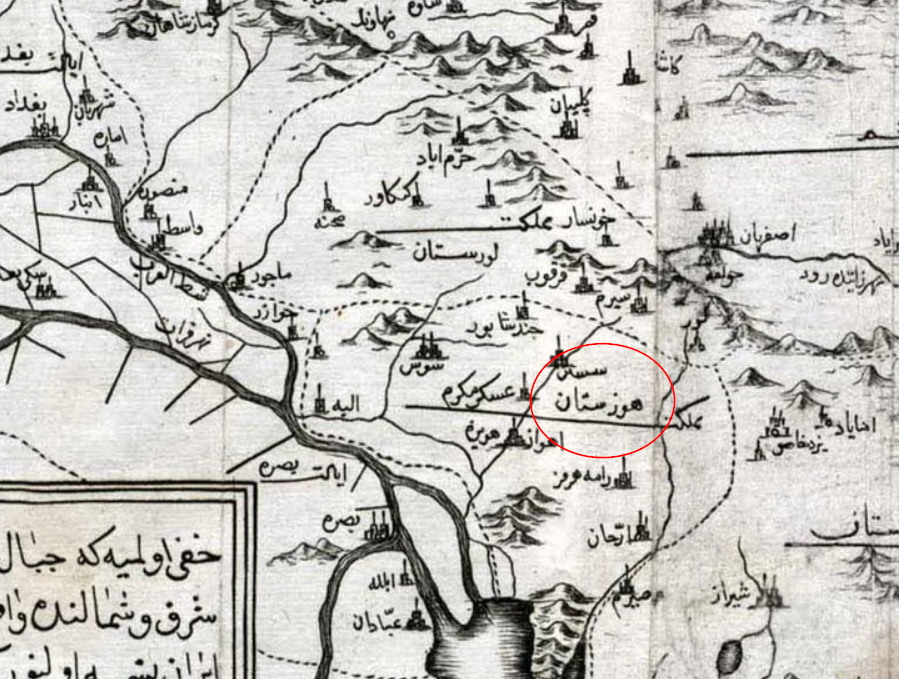
در نقشهٔ ایران مربوط به دورهٔ صفویان، همچنان از نام هوزستان، که بر مکان سکونت هوزی ها اشاره دارد، استفاده شده است.

## ریشه یابی آکادمیک
ژیلبر لازار با استناد به روایتی که کتاب الفهرست، از سخن ابن مقفع داشته است، می‌گوید که ایرانیان در اواخر دوره ساسانی ۵ زبان داشتند:
1. پهلوی که زبان سرزمین فهله‌است یعنی ماد قدیم یا جبال مسلمانان.
2. دری زبان پایتخت (تیسفون یا مدائن).
3. پارسی زبان موبدان و علما.
4. زبان هوزی که در هوزیستان رایج است.
5. سریانی که در سواد بدان تکلم می‌کردند.

درحالی که برخی زبان شناس‌ها اتفاق نظر دارند که دو زبان هوزی و سریانی، ایرانی نمی‌باشند!
بطورمثال، به گفته لازار، منابع تاریخی قرون نخستین اسلامی، تصویر کلی از زبان‌های ایران به ما نشان نمی‌دهند. بر اساس گردآوردی اطلاعات پراکنده از جغرافی‌دان‌ها و مورخ‌ها، گفته می‌شود که زبان هوزی حتی با الفبای عربی قابل نگاشتن نبود.
برتولد اشپولر زبان رایج استان خوزستان را زبان خوزی دانسته و می‌نویسد: «بنا به اقرار آشکارای اهل آن عصر، نه به زبان پارسی ارتباط مستقیمی داشته‌ است، و نه به زبان عربی، حتی الفبای عربی برای تلفظ و نگارش آن کافی نبوده است، و خطا نیست که این لهجه را از بقایای زبان ایلامی به حساب آوریم».

 
بنابرگفته مینورسکی و سوات سوجک، احتمال دارد که خوزی‌ها از نسل ایلامی‌ها بوده‌ باشند. تا چند قرن بعد از فتح خوزستان توسط مسلمان‌ها، زبان محلی مردم خوزستان، زبان هوزی بوده‌است. به نقل از کتاب مسالک الممالک:
بیشتر آنها می‌توانند فارسی و عربی صحبت کنند ولی آنها زبان خودشان را دارند(لسان خوزیان) که نه عبری است و نه سریانی و نه فارسی
ابن حوقل هم می‌گوید که با وجود زبان عربی و فارسی، خوزی‌ها به زبان دیگری سخن می‌گویند که نه سریانی است و نه عبری.

ابن مقفع در مورد زبان هوزی آورده است:
خوزی، زبانی بود که با آن شاهان و امیران در خلوت و هنگام بازی و خوشی با پیرامونیان خود سخن می گفتند.
- ریچارد فرای می‌گوید جغرافی‌دان‌های قرن ۱۰ میلادی که به زبان عربی می‌نوشتند، از وجود زبان هوزی در کوهستان زاگرس خبر دادند که ادامه زبان باستان ایلامی تفسیر شده‌است.[۱۸]
- مهدی مرعشی می‌نویسند: نویسنده احسن التقاسیم گفته‌است که آن‌ها (هوزی زبان‌ها) کمی از زبان عربی و فارسی را مخلوط کرده‌اند.
- برای مثال، آن‌ها می‌گویند: «این کتاب وصله کن»، "این کار قطعه کن (تمام کن)".
- آن‌ها به خوبی عربی و فارسی را استفاده می‌کنند و پیچیدگی و کشیدگی در انتهای کلماتشان در گفتگو کردن، وجود دارد.[۱۹]
- به گفته مارتین هاوگ: زبان خوزی احتمالاً زبان درجه دوم در حکاکی‌های سنگی توسط هخامنشیان است.[۲۰]

## آثار احتمالی باقیمانده
نمونه‌هایی از واژگان باقی‌مانده از زبان هوزی که در گویش‌های دزفولی و شوشتری مشاهده می‌شوند، به شرح زیر است:
- تَرَه (tara): می‌تواند
- نَترَه (natara): نمی‌تواند
- خَسی (khasi): مادر شوهر/مادر زن
- خواهر (khaar): خواهر (در این واژه، شباهت با فارسی دیده می‌شود)
- بِرار (beraar): برادر (شباهت با فارسی و لری)
- پِیا (piyaa): مرد
- مِیرَه (mera): شوهر
- اَفتو (afto): آفتاب
- اُو (o): آب
- پَسین (pasin): بعد از ظهر
- ایسُون (isoon): اکنون
- کُلمِجور (kolmejoor): کاوش و جستجو
- خُفتیدن (khoftidan): خوابیدن
- وِرسیدن (versidan): بلند شدن/برخاستن
- چاس (chaas): ناهار
- شَک (shak): تکان و لرزش